# UCI-BMX-Racing-Weltcup 2007
Beim UCI-BMX-Racing-Weltcup 2007, auch UCI-BMX-Supercross-Weltcup genannt, wurden durch die Union Cycliste Internationale die Weltcup-Sieger im BMX-Rennsport ermittelt.

## Termine
Im Vergleich zum Vorjahr wurde der Weltcup von zwei auf vier Rennen ausgedehnt. Mit Hinblick auf die Olympischen Spiele 2008, bei denen BMX-Rennen erstmals im Programm stehen sollten, gab es als Testlauf eine Runde auf dem olympischen Parcours des Laoshan BMX Field. Bei diesem wurde auch erstmals seit der Einführung des Supercross-Formats ein Rennen für Frauen abgehalten.
- Madrid: 13. und 14. April
- Peking: 20. und 21. August
- Salt Lake City: 21. und 22. September
- Fréjus: 13. und 14. Oktober

Die Rennen gingen über zwei Tage, wobei der erste Tag der Qualifikation und der zweite den Endläufen gewidmet war. In jeder Runde erhielten die besten 16 Fahrer Weltcup- bzw. Weltranglisten-Punkte; ein Sieg wurde mit 16 Punkten belohnt. Bei Männern wie Frauen wurde jeweils ein kombiniertes Klassement für Elite und Junioren ausgefahren.

## Männer
| # | Datum         | Ort            | Erster         | Zweiter         | Dritter           |
| - | ------------- | -------------- | -------------- | --------------- | ----------------- |
| 1 | 14. April     | Madrid         | Khalen Young   | Robert de Wilde | Cristian Becerine |
| 2 | 21. August    | Peking         | Donny Robinson | Robert de Wilde | Jared Graves      |
| 3 | 22. September | Salt Lake City | Mike Day       | Robert de Wilde | Manuel De Vecchi  |
| 4 | 14. Oktober   | Fréjus         | Marc Willers   | Michal Prokop   | Pablo Gutierrez   |

Gesamtwertung
| Platz | Name            | Punkte |
| ----- | --------------- | ------ |
| 1     | Robert de Wilde | 46     |
| 2     | Donny Robinson  | 35     |
| 3     | Damien Godet    | 32     |
| 4     | Mike Day        | 30     |
| 5     | Michal Prokop   | 28     |
| 6     | Pablo Gutierrez | 27     |

## Frauen
| # | Datum         | Ort            | Erste                 | Zweite                 | Dritte                |
| - | ------------- | -------------- | --------------------- | ---------------------- | --------------------- |
| 1 | 14. April     | Madrid         | nicht ausgetragen     | nicht ausgetragen      | nicht ausgetragen     |
| 2 | 21. August    | Peking         | Shanaze Reade         | Anne-Caroline Chausson | Laëtitia Le Corguillé |
| 3 | 22. September | Salt Lake City | nicht ausgetragen     | nicht ausgetragen      | nicht ausgetragen     |
| 4 | 14. Oktober   | Fréjus         | Laëtitia Le Corguillé | Amélie Despeaux        | María Gabriela Díaz   |

Gesamtwertung
| Platz | Name                   | Punkte |
| ----- | ---------------------- | ------ |
| 1     | Laëtitia Le Corguillé  | 30     |
| 2     | María Gabriela Díaz    | 27     |
| 3     | Sarah Walker           | 24     |
| 4     | Anne-Caroline Chausson | 24     |
| 5     | Nicole Callisto        | 21     |
| 6     | Jill Kintner           | 18     |